# Glodogan
Glodogan is een bestuurslaag in het regentschap Klaten van de provincie Midden-Java, Indonesië. Glodogan telt 5514 inwoners (volkstelling 2010).